# Atletismo nos Jogos Olímpicos de Verão de 2012 - Salto em altura feminino
A competição do salto em altura feminino nos Jogos Olímpicos de Verão de 2012 aconteceu nos dias 9 e 11 de agosto no Estádio Olímpico de Londres.
Medalhista de bronze em 2008 e atual campeã mundial, a russa Anna Chicherova conquistou a medalha de ouro com a marca de 2,05 metros.
Em 1 de fevereiro de 2019, Svetlana Shkolina foi desclassificada pelo Tribunal Arbitral do Esporte como punição a casos retroativos de doping, consequentemente perdendo a medalha de bronze. A medalha foi realocada pelo Comitê Olímpico Internacional em 12 de novembro de 2021.

## Calendário
Horário local (UTC+1).
| Data         | Horário | Fase         |
| ------------ | ------- | ------------ |
| 9 de agosto  | 09:30   | Qualificação |
| 11 de agosto | 19:00   | Final        |

## Medalhistas
| Ouro   | RUS Anna Chicherova  |
| Prata  | USA Brigetta Barrett |
| Bronze | ESP Ruth Beitia      |

## Recordes
Antes desta competição, os recordes mundiais e olímpicos da prova eram os seguintes:
| Tipo | Atleta             | Marca  | Local  | Data                 |
| ---- | ------------------ | ------ | ------ | -------------------- |
|      | Stefka Kostadinova | 2,09 m | Roma   | 30 de agosto de 1987 |
|      | Yelena Slesarenko  | 2,06 m | Atenas | 28 de agosto de 2004 |

## Qualificação
Classificam-se para a final as atletas com marca acima de 1,96 m (Q) ou as 12 melhores marcas (q).
| Pos. | Grupo | Nome                    | CON                 | 1.75 | 1.80 | 1.85 | 1.90 | 1.93 | 1.96 | Marca | Notas                |
| ---- | ----- | ----------------------- | ------------------- | ---- | ---- | ---- | ---- | ---- | ---- | ----- | -------------------- |
| 1    | B     | Svetlana Radzivil       | UZB Uzbequistão     | o    | o    | o    | o    | xxo  | o    | 1.96  | Q,                   |
| 2    | A     | Ruth Beitia             | ESP Espanha         | -    | -    | o    | o    | o    | -    | 1.93  | q                    |
| 2    | A     | Anna Chicherova         | RUS Rússia          | -    | -    | o    | o    | o    | -    | 1.93  | q                    |
| 2    | A     | Emma Green Tregaro      | SWE Suécia          | -    | -    | o    | o    | o    | -    | 1.93  | q                    |
| 2    | B     | Tia Hellebaut           | BEL Bélgica         | -    | -    | o    | o    | o    | -    | 1.93  | q                    |
| 2    | B     | Chaunté Lowe            | USA Estados Unidos  | -    | o    | o    | o    | o    | -    | 1.93  | q                    |
| 2    | A     | Melanie Melfort         | FRA França          | o    | o    | o    | o    | o    | -    | 1.93  | q, =                 |
| 2    | B     | Svetlana Shkolina       | RUS Rússia          | -    | -    | o    | o    | o    | -    | 1.93  | q                    |
| 9    | A     | Burcu Ayhan             | TUR Turquia         | o    | o    | -    | xo   | o    | -    | 1.93  | q,                   |
| 10   | A     | Brigetta Barrett        | USA Estados Unidos  | o    | o    | o    | o    | xo   | -    | 1.93  | q                    |
| 10   | B     | Irina Gordeeva          | RUS Rússia          | -    | o    | o    | o    | xo   | xx-  | 1.93  | q                    |
| 10   | A     | Airinė Palšytė          | LTU Lituânia        | o    | o    | o    | o    | xo   | -    | 1.93  | q                    |
| 13   | B     | Antonia Stergiou        | GRE Grécia          | o    | xo   | o    | xxo  | xo   | xxx  | 1.93  | Recorde da temporada |
| 14   | A     | Ariane Friedrich        | GER Alemanha        | -    | -    | o    | o    | xxo  | xxx  | 1.93  | Recorde da temporada |
| 15   | A     | Olena Holosha           | UKR Ucrânia         | -    | o    | o    | o    | xxx  |      | 1.90  |                      |
| 15   | B     | Anna Iljuštšenko        | EST Estônia         | -    | o    | o    | o    | xxx  |      | 1.90  |                      |
| 17   | B     | Doreen Amata            | NGR Nigéria         | -    | o    | x-   | o    | xxx  |      | 1.90  | Recorde da temporada |
| 18   | A     | Zheng Xingjuan          | CHN China           | -    | o    | o    | xxo  | xxx  |      | 1.90  |                      |
| 19   | B     | Levern Spencer          | LCA Santa Lúcia     | -    | o    | xo   | xxo  | xxx  |      | 1.90  |                      |
| 20   | B     | Amy Acuff               | USA Estados Unidos  | o    | o    | o    | xxx  |      |      | 1.85  |                      |
| 20   | A     | Nadiya Dusanova         | UZB Uzbequistão     | -    | o    | o    | xxx  |      |      | 1.85  |                      |
| 20   | B     | Ebba Jungmark           | SWE Suécia          | -    | o    | o    | xxx  |      |      | 1.85  |                      |
| 20   | B     | Lissa Labiche           | SEY Seicheles       | o    | o    | o    | xxx  |      |      | 1.85  |                      |
| 20   | B     | Lesyani Mayor           | CUB Cuba            | o    | o    | o    | xxx  |      |      | 1.85  |                      |
| 20   | A     | Esthera Petre           | ROU Romênia         | o    | o    | o    | xxx  |      |      | 1.85  |                      |
| 20   | B     | Venelina Veneva-Mateeva | BUL Bulgária        | -    | o    | o    | xxx  |      |      | 1.85  |                      |
| 27   | A     | Deirdre Ryan            | IRL Irlanda         | -    | o    | xo   | xxx  |      |      | 1.85  |                      |
| 28   | A     | Tonje Angelsen          | NOR Noruega         | -    | o    | xxo  | xxx  |      |      | 1.85  |                      |
| 29   | A     | Wanida Boonwan          | THA Tailândia       | o    | o    | xxx  |      |      |      | 1.80  |                      |
| 29   | A     | Dương Thị Việt Anh      | VIE Vietnã          | -    | o    | xxx  |      |      |      | 1.80  |                      |
| 29   | B     | Sahana Kumari           | IND Índia           | -    | o    | xxx  |      |      |      | 1.80  |                      |
| 29   | A     | Oldřiška Marešová       | CZE República Checa | o    | o    | xxx  |      |      |      | 1.80  |                      |
| 29   | B     | Ana Šimić               | CRO Croácia         | -    | o    | xxx  |      |      |      | 1.80  |                      |
| 34   | B     | Vita Styopina           | UKR Ucrânia         | xo   | xo   | xxx  |      |      |      | 1.80  |                      |
| —    | B     | Marina Aitova           | KAZ Cazaquistão     | xxx  |      |      |      |      |      | NM    |                      |

## Final

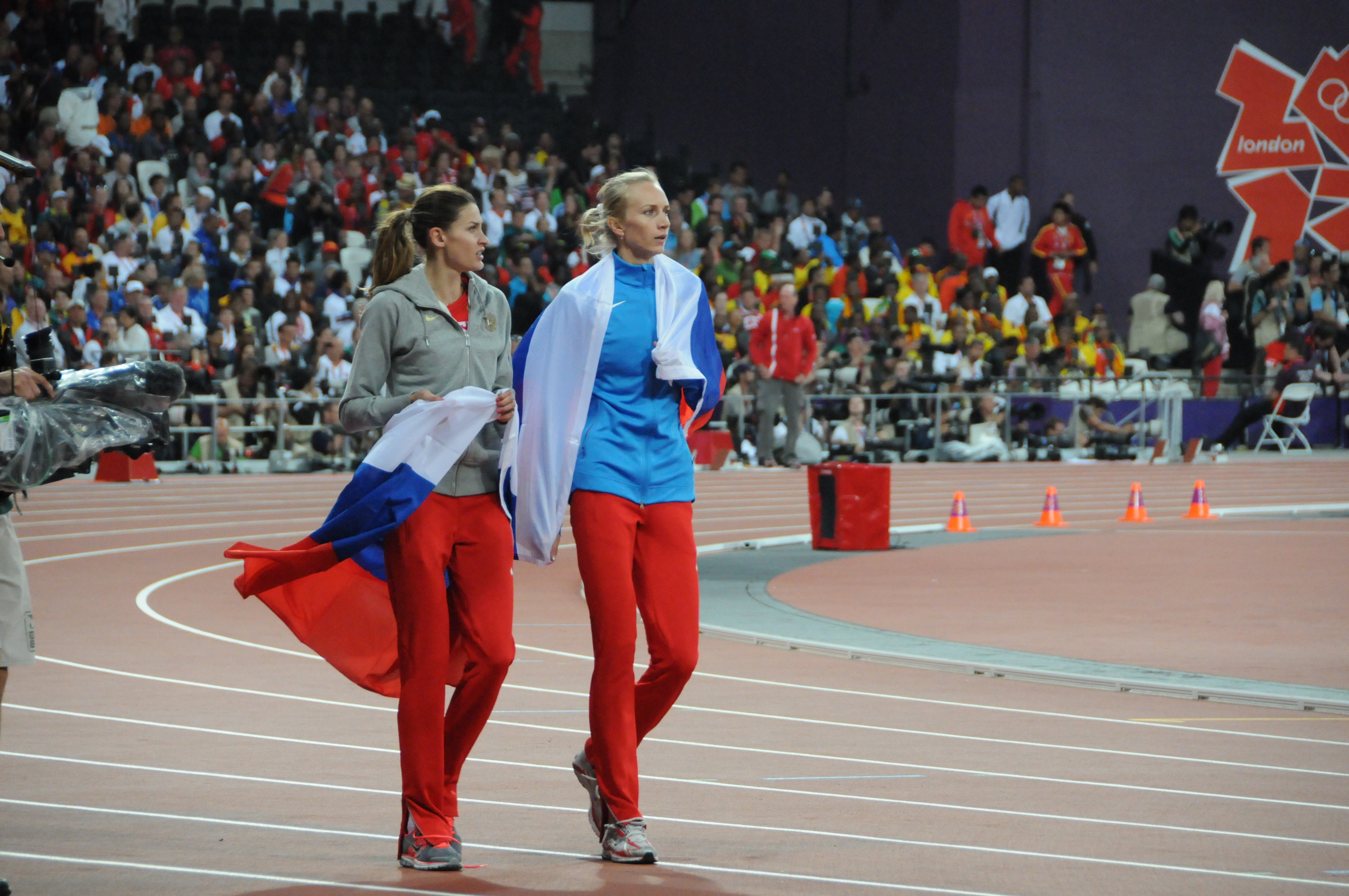
As russas Anna Chicherova (ouro) e Svetlana Shkolina (bronze, posteriormente desclassificada).

| Pos.              | Nome               | CON                | 1.89 | 1.93 | 1.97 | 2.00 | 2.03 | 2.05 | Marca | Notas                |
| ----------------- | ------------------ | ------------------ | ---- | ---- | ---- | ---- | ---- | ---- | ----- | -------------------- |
| Medalha de ouro   | Anna Chicherova    | RUS Rússia         | o    | o    | o    | o    | o    | xo   | 2.05  |                      |
| Medalha de prata  | Brigetta Barrett   | USA Estados Unidos | o    | o    | xo   | xo   | xo   | xxx  | 2.03  | Recorde pessoal      |
| Medalha de bronze | Ruth Beitia        | ESP Espanha        | o    | o    | xo   | o    | xxx  |      | 2.00  | =                    |
| 4                 | Tia Hellebaut      | BEL Bélgica        | o    | xxo  | o    | xxx  |      |      | 1.97  | =                    |
| 5                 | Chaunté Lowe       | USA Estados Unidos | o    | o    | xo   | xxx  |      |      | 1.97  |                      |
| 6                 | Svetlana Radzivil  | UZB Uzbequistão    | o    | xxo  | xxo  | xxx  |      |      | 1.97  | Recorde da temporada |
| 7                 | Emma Green Tregaro | SWE Suécia         | xo   | o    | xxx  |      |      |      | 1.93  |                      |
| 8                 | Melanie Melfort    | FRA França         | o    | xo   | xxx  |      |      |      | 1.93  | =                    |
| 9                 | Irina Gordeeva     | RUS Rússia         | o    | xxo  | xxx  |      |      |      | 1.93  |                      |
| 10                | Airinė Palšytė     | LTU Lituânia       | o    | xxx  |      |      |      |      | 1.89  |                      |
| 11                | Burcu Ayhan        | TUR Turquia        | xxo  | xxx  |      |      |      |      | 1.89  |                      |
| —                 | Svetlana Shkolina  | RUS Rússia         | o    | o    | o    | o    | xxo  | xxx  | 2.03  | PB DSQ               |

Legenda
| Recorde mundial      | Recorde mundial (World record)               |                       | Recorde africano                      | Recorde africano (African) |                                           | Q | Classificado por posição (Qualified) |
| Recorde olímpico     | Recorde olímpico (Olympic record)            | Recorde da América    | Recorde da América (Americas)         | q                          | Classificado por melhor tempo (Qualified) |   |                                      |
| Melhor marca do ano  | Melhor marca do ano (World leading)          | Recorde asiático      | Recorde asiático (Asian)              | DNS                        | Não largou (Did not start)                |   |                                      |
| Recorde nacional     | Recorde nacional (National record)           | Recorde europeu       | Recorde europeu (European)            | DNF                        | Não terminou (Did not finish)             |   |                                      |
| Recorde pessoal      | Recorde pessoal do atleta (Personal best)    | Recorde da Oceania    | Recorde da Oceania (Oceania)          | DSQ / DQ                   | Desclassificado (Disqualified)            |   |                                      |
| Recorde da temporada | Recorde da temporada do atleta (Season best) | Recorde sul-americano | Recorde sul-americano (South America) | NM                         | Sem marca (No mark)                       |   |                                      |